# Clorotiazida
Clorotiazida de sódio é um composto inorgânico normalmente utilizado como diurético e anti-hipertensivo. 
É utilizado para gerir o excesso de fluido associado a insuficiência cardíaca congestiva. Na maioria das vezes tomado em forma de pílula, é geralmente tomada por via oral uma vez ou duas por dia. No contexto de UTI, clorotiazida é ministrado para ocasionar diurese a um paciente, além de furosemida. Trabalhando com um mecanismo diferente do que a furosemida, uma droga potencializa a outra.

## Contraindicações
- Insuficiência renal
- Alergia a sulfonamida